# Canadian Motors (Toronto)
Canadian Motors Ltd. war ein kanadischer Hersteller von Automobilen.

## Unternehmensgeschichte
Das Unternehmen mit Sitz in Toronto war in britischer Hand. Es übernahm im März 1900 die Still Motor Company und setzte deren Produktion von Automobilen fort. J. T. Smith wurde Präsident, P. J. Dawn Sekretär, Alexander M. Thompson Manager, während Still als Konstrukteur übernommen wurde. Der Markenname lautete Canadian Motors. 
Das Unternehmen war der erste kanadische Automobilhersteller, der exportierte. Alleine im Winter 1900/01 wurden etwa zwölf Fahrzeuge ins Vereinigte Königreich versendet. Kurz nach den ersten Exporten wurde in London die Canadian Electric Vehicle Company gegründet, die Fahrzeuge von Canadian Motors bezog, mit eigenen Karosserien versah und anbot. 
1902 endete die Produktion, als das Unternehmen in Liquidation ging.
Canada Cycle & Motor übernahm das Werk.
Es bestand keine Verbindung zur gleichnamigen Canadian Motors aus Galt, die von 1911 bis 1913 existierte.

## Fahrzeuge
Im Angebot standen Elektroautos. Von Still übernommen wurden ein Lieferdreirad, ein Tricar, ein Zweisitzer, ein Viersitzer und ein größeres Nutzfahrzeug, von denen aber vermutlich nur jeweils ein Exemplar entstand. Ein weiterer Viersitzer und ein Char-à-Bancs mit 15 Sitzen ergänzten das Sortiment. Letzterer war so etwas wie ein offener Omnibus mit fünf Sitzreihen.